# Ґільдег
Ґільдег (перс. گيلده) — село в Ірані, у дегестані Джірдег, в Центральному бахші, шагрестані Шафт остану Ґілян. За даними перепису 2006 року, його населення становило 315 осіб, що проживали у складі 82 сімей.

## Клімат
Середня річна температура становить 14,37°C, середня максимальна – 28,04°C, а середня мінімальна – -0,36°C. Середня річна кількість опадів – 987 мм.
| Клімат поселення                              | Клімат поселення | Клімат поселення | Клімат поселення | Клімат поселення | Клімат поселення | Клімат поселення | Клімат поселення | Клімат поселення | Клімат поселення | Клімат поселення | Клімат поселення | Клімат поселення | Клімат поселення |
| Показник                                      | Січ.             | Лют.             | Бер.             | Квіт.            | Трав.            | Черв.            | Лип.             | Серп.            | Вер.             | Жовт.            | Лист.            | Груд.            |                  |
| Середній максимум, °C                         | 9,88             | 10,60            | 12,36            | 18,02            | 22,25            | 25,94            | 28,04            | 27,80            | 23,86            | 21,21            | 17,04            | 12,31            |                  |
| Середня температура, °C                       | 4,76             | 5,49             | 7,24             | 12,89            | 17,13            | 20,82            | 23,69            | 23,46            | 19,49            | 16,89            | 12,68            | 7,94             |                  |
| Середній мінімум, °C                          | −0,36            | 0,36             | 2,12             | 7,79             | 12,00            | 15,71            | 19,34            | 19,09            | 15,14            | 12,50            | 8,33             | 3,60             |                  |
| Норма опадів, мм                              | 105              | 85               | 80               | 53               | 43               | 27               | 22               | 46               | 98               | 150              | 135              | 143              |                  |
| Середньомісячна швидкість вітру, м/с          | 2.29             | 2.33             | 2.40             | 2.31             | 2.30             | 2.50             | 2.51             | 2.39             | 2.11             | 2.05             | 1.90             | 1.96             |                  |
| Середньомісячна сонячна радіація, кДж/м²·день | 6901             | 9005             | 11115            | 15768            | 19960            | 22187            | 23025            | 19608            | 16072            | 11044            | 8682             | 6644             |                  |
| --------------------------------------------- | ---------------- | ---------------- | ---------------- | ---------------- | ---------------- | ---------------- | ---------------- | ---------------- | ---------------- | ---------------- | ---------------- | ---------------- | ---------------- |
| Джерело:                                      |                  |                  |                  |                  |                  |                  |                  |                  |                  |                  |                  |                  |                  |